# Casa al carrer de Mossèn Cinto Verdaguer, 4 (Camallera)
La Casa al carrer de Mossèn Cinto Verdaguer és una casa dins del nucli urbà de la població de Camallera, a la banda de llevant del terme, formant cantonada amb el Carrer de l'Empordà, inclosa a l'Inventari del Patrimoni Arquitectònic de Catalunya.
Edifici aïllat de planta rectangular, format tres cossos adossats, amb jardí a la part posterior. L'edifici principal consta de dos cossos adossats, el principal amb la coberta de quatre vessants i el posterior amb terrat, delimitat amb una barana d'obra. Està distribuït en planta baixa i pis, amb les obertures majoritàriament rectangulars, exceptuant el portal d'accés a l'interior. Destaca la finestra situada a la cantonada de la construcció, amb decoració superior motllurada. El portal és doble, tot i que una de les obertures està actualment tapiada, i presenta un emmarcament d'obra arrebossat i pintat, amb un aplic decoratiu central de ceràmica verda, blava i blanca. Al pis hi ha un balcó exempt amb la llosana decorada amb rajola i el finestral decorat amb una motllura a manera de guardapols. A la façana lateral també hi ha una finestra rectangular decorada amb rajola. A la banda de llevant hi ha les dues construccions annexes,la central d'una sola planta i amb terrassa a la part superior. La construcció està arrebossada i pintada.